# ProMonte
ProMonte je prvním a největším mobilním operátorem v Černé Hoře. Vznikl 10. července 1996. Od 11. srpna 2004 je ProMonte plně ve vlastnictví společnosti Telenor Mobile Communications AS.

## Historie
V listopadu 1995 Černá Hora a Evropský úřad pro telekomunikaci v Lucembursku podepsali smlouvu o založení společnosti s ručením omezeným s cílem získat mobilní licenci v Černé Hoře. Pak v lednu 1996, Černá Hora získala dvacetiletou koncesi pro zavedení mobilní sítě GSM 900. Poté byla, o dva měsíce později, v březnu 1996, založena ProMonte. První mobilní volání, uskutečněné v Černé Hoře, bylo 10. července 1996. V prosinci 2001 ProMonte získala patnáctiletou licenci, kterou nechala použít na GSM 900 a DCS 1800. Ve stejné době, Černá Hora prodala 9% akcií ProMonte. Dne 11. srpna 2004 Telenor dokončila akvizici dalších 55,9% akcií v ProMonte a stala se tak 100% vlastníkem ProMonte.

## Pokrytí
ProMonte má v současné době 175 základen, které pokrývají všechny hlavní silnice, většinu tunelů a všechny pláže a zimní turistická centra v Černé Hoře. Signál ProMonte pokrývá 98% obydlených území Černé Hory. Prodejní síť ProMonte obsahuje zhruba 2100 prodejen po celé Černé Hoře. Síťový kodex IMSI ProMonte je 220-02 a MSISDN kód je 38.269.
Signál ProMonte pokrývá malou oblast Srbska, který používá GSM a GPRS technologií, v rámci síťového kódu 220-07.

## Služby
ProMonte nabízí služby pro soukromé i obchodní zákazníky. Pro soukromé zákazníky existují dva typy služeb. ProMonte v současné době nabízí 2 balení poštovného pro zákazníky zdarma: Blue a Blue Active. Dále nabízí nabízí 4 předplacené balíčky: green, longplay, oli a oliextra. Pro firemní zákazníky nabízí společnost 2 balíčky: Business a Business Active.
ProMonte drží kolem 40% na trzích mobilních telefonů v Černé Hoře.